# Wat Chonthara Singhe
Der Wat Chon Thara Singhe (Thai วัดชลธาราสิงเห) ist eine buddhistische Tempelanlage (Wat) in Amphoe (Landkreis) Tak Bai, Provinz Narathiwat. 

## Lage
Der Wat Chon Thara Singhe liegt an der Straße 4985 (Narathiwat-Tak Bai) nahe an der Kreuzung am Markt Tak Bai in der Tambon Chehe. Von hier aus gelangt man unter anderem auf die Insel Ko Yao.
Der Tempel liegt inmitten des überwiegend muslimisch ausgerichteten Landkreises Tak Bai. 1909 war die Lage des Tempels bestimmend für den Verlauf der Grenze zwischen dem britischen Kolonialreich und dem Königreich Siam. Dieses machte erfolgreich geltend, dass der buddhistische Tempel und die umliegende Gegend nicht dem muslimischen Malaya, sondern dem buddhistischen Siam zugeschlagen werden müsse. Der Tempel trägt deshalb auch den Namen Wat Phithak Phaen Din Thai, „Tempel der die Souveränität der Thai beschützt“.

## Baugeschichte
Der Wat Chon Thara Singhe wurde 1873 auf Initiative des buddhistischen Mönchs Phra Kru Ophat Phuttakhun errichtet, der den Gouverneur von Kelantan um die Bereitstellung von geeignetem Bauland anging, der seinerzeit Tak Bai von britisch-malaiischen Gebiet aus regierte. Der Stil ist eine Mischung aus dem traditionellen thailändischen und dem Sumatra-Stil.

## Sehenswürdigkeiten
Folgende Sehenswürdigkeiten befinden sich im Bereich des Wat Chon Thara Singhe:
- ein Ubosot aus der Zeit von König Chulalongkorn (Rama V.) mit Wandmalereien von Mönchen aus Songkhla
- ein Buddha-Bildnis aus Gold, das wahrscheinlich aus der Zeit der Mon stammt
- ein liegender Buddha in einem weiteren Gebäude, das innen mit Kacheln aus den berühmten Sawankhalok-Töpfereien ausgestattet ist